# Rechterfeld

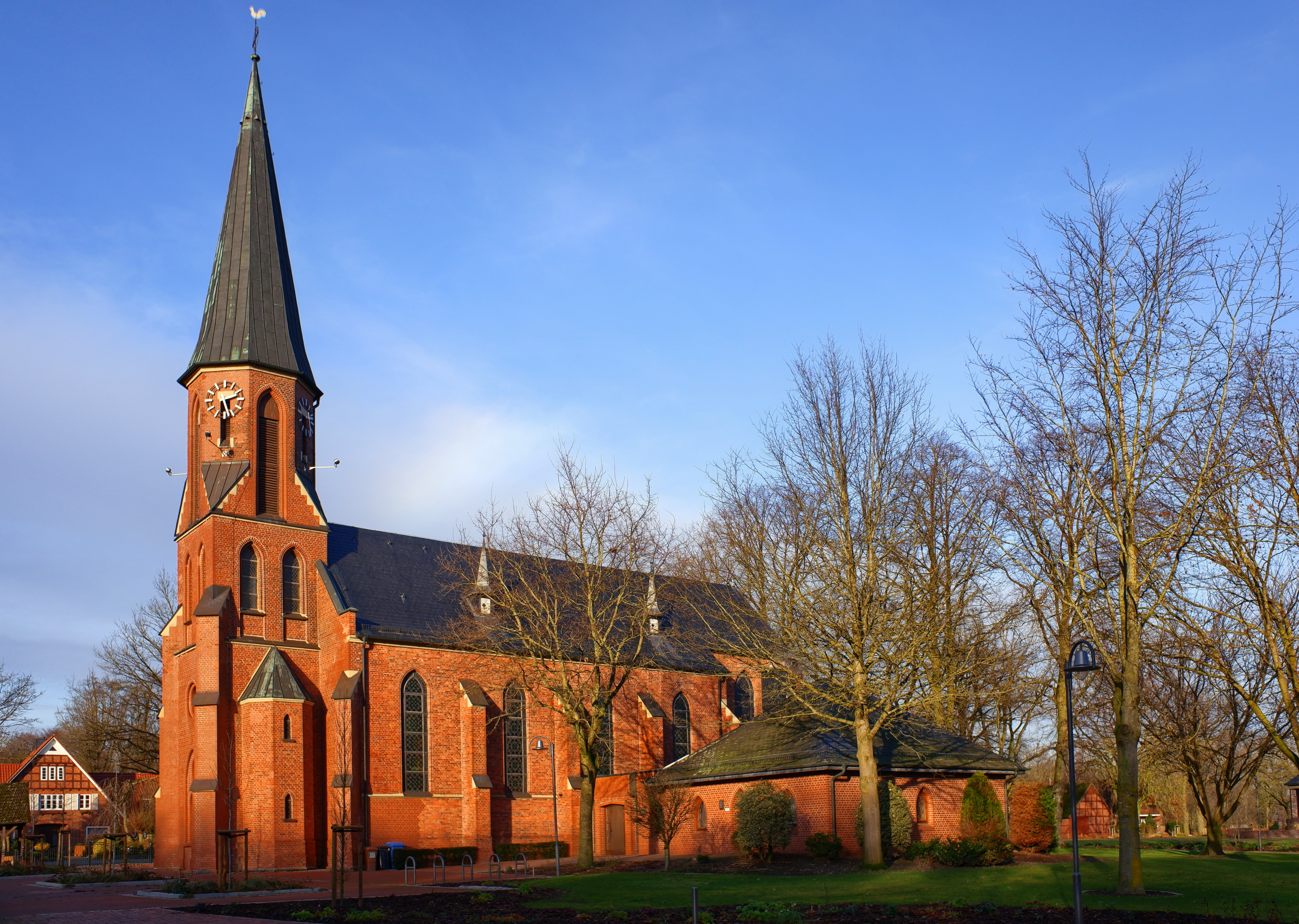
St.-Antonius-Kirche in Rechterfeld

Das Kirchdorf Rechterfeld ist mit nahezu 1200 Einwohnern die der Bevölkerungszahl nach größte Bauerschaft der Gemeinde Visbek und ihr östlichster Ortsteil. Die Entfernung zum Visbeker Ortskern beträgt etwa fünf Kilometer. Die Ortschaft liegt im niedersächsischen Landkreis Vechta, im traditionell landwirtschaftlich geprägten Oldenburger Münsterland.

## Lage und Topographie
Nächstgelegene Gemeinden sind Visbek im Westen, die Stadt Wildeshausen im Nordnordosten, Goldenstedt im Südsüdosten und die Stadt Vechta im Südwesten.
|                |  | Wildeshausen (6 km) |
| Visbek (5 km)  |  |                     |
| Vechta (15 km) |  | Goldenstedt (7 km)  |

Die Entfernungsangaben beziehen sich auf die Entfernung bis zum Ortszentrum.
Der flachen Geestlandschaft Rechterfelds entspringen zwei Tieflandbäche, die beide als linke Nebenflüsse in die Hunte münden: Das ist im Nordwesten der Bauerschaft der Lohmühlenbach und am südlichen Rand des Dorfes der Denghauser Mühlbach.

## Geschichte
Laut Pagenstert bestand in Rechterfeld (Rahtravelda) um das Jahr 890 ein von Abt Gerbert Castus dem Kloster Werden überlassener Hof, der einige Jahre später jedoch verwüstet war. Weitere mittelalterliche Erwähnungen der Ortschaft lauten auf Rehresfelde (1209) und auf Rechtervelt (1250).

## Verwaltung der Bauerschaft
Rechterfelder Bezirksvorsteher ist Claus Meyer (Stand Januar 2023).

## Ortswappen

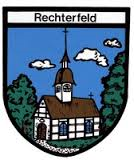
Rechterfelder Wappen

Das Rechterfelder Ortswappen zeigt die „Alte Rechterfelder Kapelle“.
Die 1682 errichtete Kapelle diente nach dem Bau der St.-Antonius-Kirche in den Jahren 1902 bis 1924 als Schulhaus und wurde dann abgerissen.

## Bildung und Kultur
In Rechterfeld gibt es eine Grundschule; sowie den unter dem Patrozinium des Heiligen Antonius stehenden Kindergarten und die demselben Patron geweihte katholische Kirche, die beide der Kirchengemeinde St. Vitus in Visbek angehören. Das ab 1901 im neugotischen Stil errichtete Kirchengebäude bietet 350 Gläubigen einen Sitzplatz.
Einige sakrale Kunstwerke sind aus der alten Kapelle übernommen.
Hinter der Kirche liegt der 2020 umgebaute Rechterfelder Dorfpark.
Im Dorf herrscht in u. a. Schützenbruderschaft, Musikverein, Chorgemeinschaft, Kinderchor, Sportverein, Kolpingsfamilie und Landjugend ein reges Vereinsleben. Hinzu kommt die Freiwillige Feuerwehr.

## Wirtschaft
In Rechterfeld ist der Verwaltungssitz der PHW-Gruppe Lohmann & Co. Aktiengesellschaft, eines bedeutenden europäischen Vermarkters von Geflügelprodukten mit Satzungssitz in Vaduz, Liechtenstein. Darüber hinaus gibt es im Ort eine Reihe handwerklicher und anderer Gewerbebetriebe – wie z. B. einen Landmaschinenhandel – sowie mehrere Gaststätten. Im Übrigen ist Rechterfeld traditionell bäuerlich-landwirtschaftlich geprägt.

## Verkehr

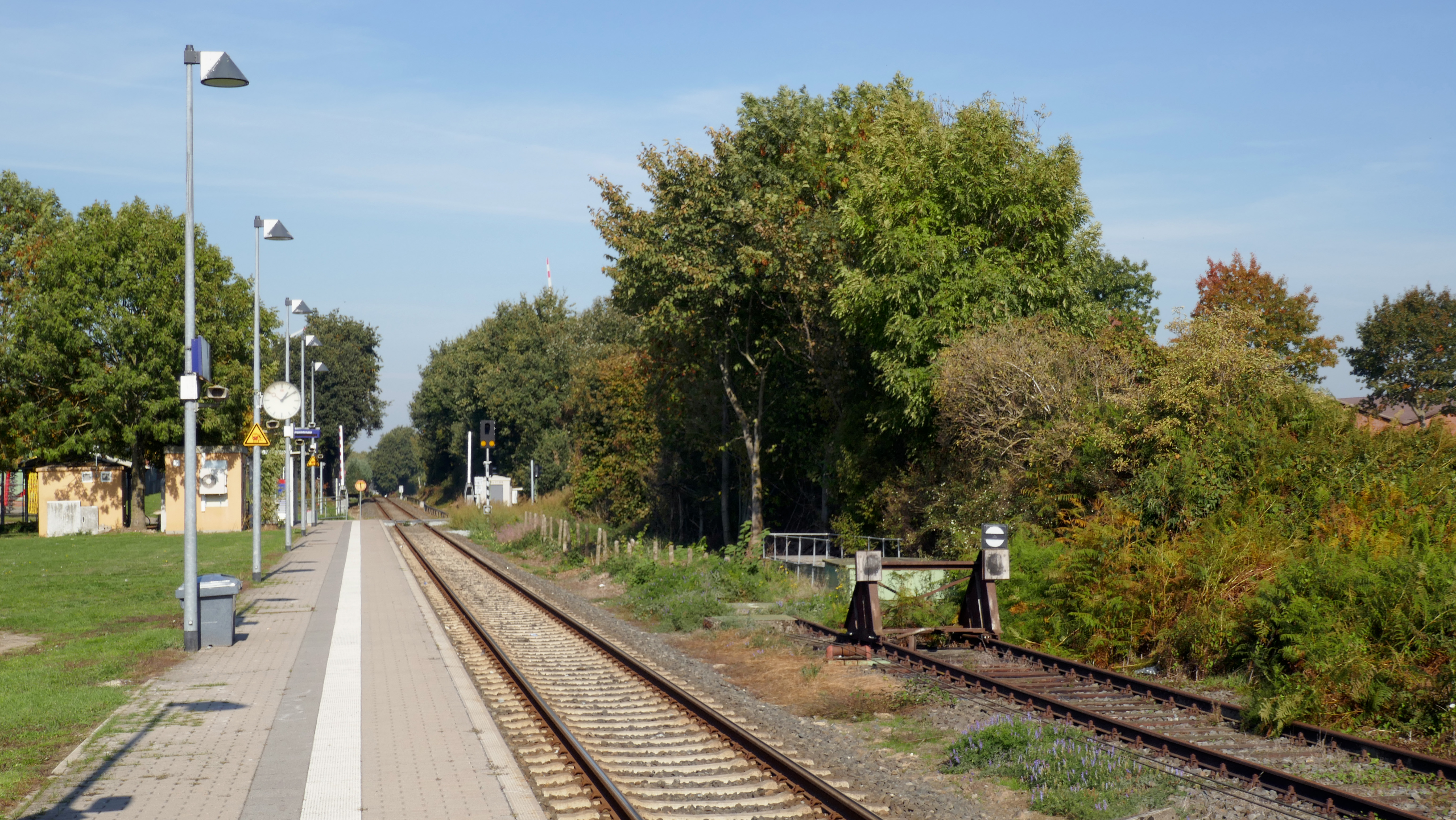
Bahn-Haltepunkt Rechterfeld

Im Rahmen der Verkehrsgemeinschaft Landkreis Vechta ist Rechterfeld durch die Buslinien von Moobilplus Landkreis Vechta (moobil+) in den Öffentlichen Personennahverkehr des Oldenburger Münsterlandes eingebunden.
Rechterfeld ist Haltepunkt an der Eisenbahnlinie Delmenhorst–Hesepe, die von der RB 58 Osnabrück – Bremen (Betreiber: NordWestBahn) im Stundentakt befahren wird. Auf dieser Strecke sind auch Vechta und Wildeshausen erreichbar.
Die Anschlussstelle Cloppenburg der Bundesautobahn A1 für die Fahrtrichtungen Bremen/Hamburg und Osnabrück/Münster liegt ca. 13 Kilometer westlich von Rechterfeld. Über diesen Anschluss ist auch die Bundesautobahn 29 in Richtung Oldenburg erreichbar.
Die nächstgelegenen Verkehrsflughäfen sind Bremen (45 Kilometer) und Münster/Osnabrück (105 Kilometer). Internationale Flughäfen sind Hannover (120 Kilometer), Hamburg (165 Kilometer) und Düsseldorf (245 Kilometer).

## Denkmale

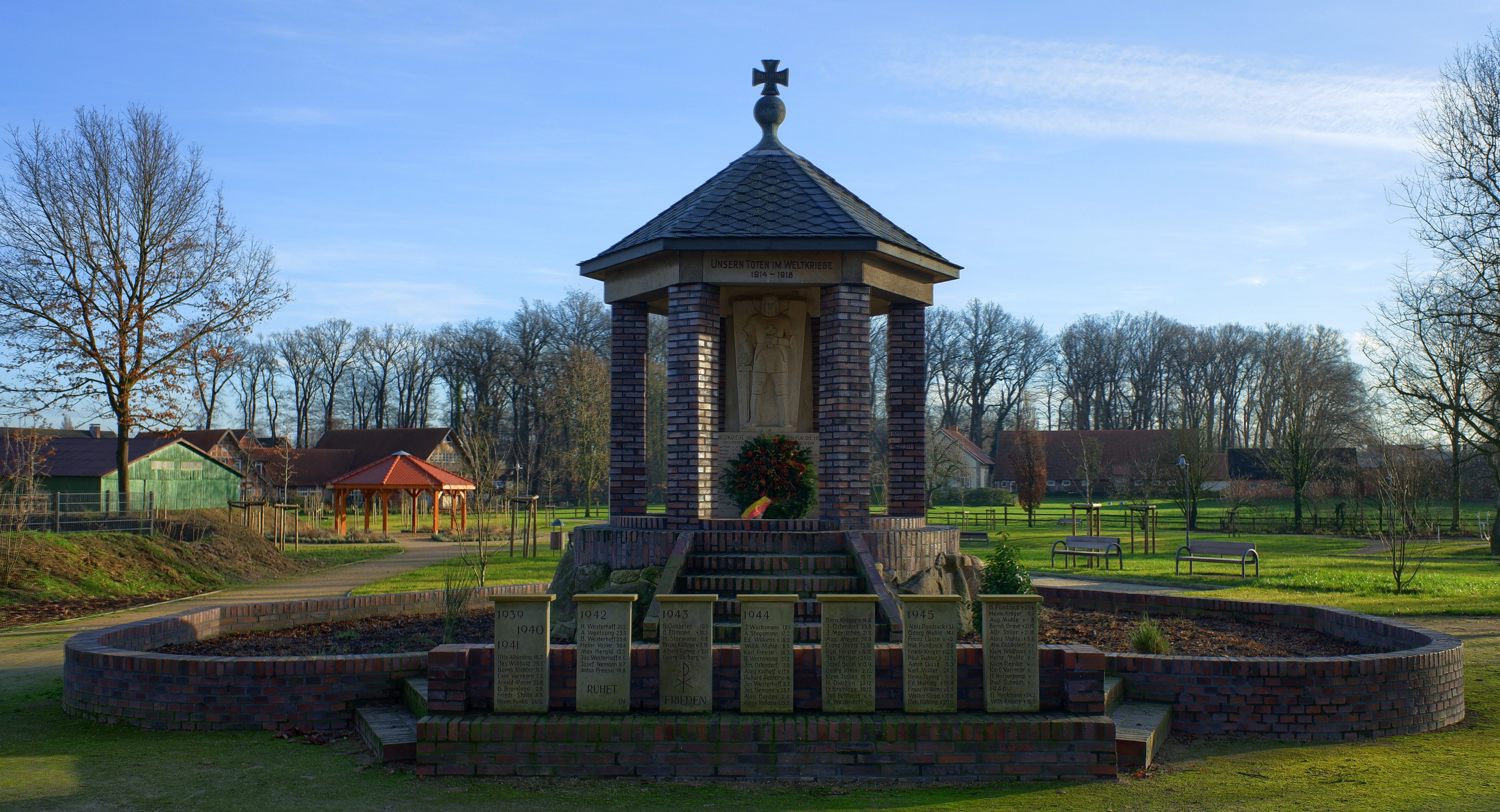
„Kriegerdenkmal“ im Dorfpark

### Baudenkmale
Der Denkmalatlas Niedersachsen listet fünf Baudenkmale in Rechterfeld. Diese sind – neben der St.-Antonius-Kirche – das „Kriegerdenkmal“ von 1926, Wohnhaus und Backhaus des Hofs Frilling und der Speicher des Hofs Kathe.

### Naturdenkmale
Auf der Liste der Naturdenkmale im Landkreis Vechta stehen drei Bäume in Rechterfeld. Dies sind eine Eiche gegenüber der Kirche und zwei der ehemals fünf in der Gemarkung Rechterfeld während der NS-Zeit im Jahre 1937 gepflanzten Sedans-Buchen.

## Persönlichkeiten
- Peter Kossen (* 1968) war von 2011 bis 2016 Ständiger Vertreter des Offizials für den niedersächsischen Teil des Bistums Münster, des Offizialatsbezirks Oldenburg. Überregional bekannt wurde er durch sein Engagement, vor allem im Offizialatsbezirk, für Werkvertragsarbeiter.
- Georg Kühling (* 18. November 1886 in Rechterfeld; † 26. März 1963 ebenda) war ein deutscher Landwirt und Politiker (Zentrum, später CDU).
- Alwin Reinke (1877–1949), Rechtsanwalt, Lokalpolitiker (Zentrumspartei) und Schriftsteller.